# Dan Wilson (triatleta)
Dan Wilson (1985) es un deportista australiano que compitió en triatlón. Ganó una medalla de bronce en el Campeonato de Oceanía de Triatlón de 2009.

## Palmarés internacional
| Campeonato de Oceanía | Campeonato de Oceanía  | Campeonato de Oceanía | Campeonato de Oceanía |
| Año                   | Lugar                  | Medalla               | Prueba                |
| --------------------- | ---------------------- | --------------------- | --------------------- |
| 2009                  | Gold Coast (Australia) | Medalla de bronce     | Individual            |